# 北嶺墘
北嶺墘，是臺灣高雄市路竹區的一個傳統地域名稱，位於該區南部。相較於今日行政區，其範圍大致包括北嶺里不含北部凸出部分的東半部並向南延伸一小段及北部邊界地帶西段、竹南里東部邊界地帶南段、鴨寮里西南端、後鄉里東南端，以及永安區的保寧里東端。
本地區境內主要聚落為北嶺墘，設有北嶺國小，除中部及南部東側外，其餘大多劃入南科高雄園區的範圍。

## 歷史
台灣日治初期，北嶺墘地區為一街庄，稱為「北嶺墘庄」（舊制街庄），隸屬於維新里。該庄昔日輪廓略呈「丄」字形，西側橫半葉的西邊與烏樹林庄為鄰，北邊西段與後鄉庄為鄰，北邊東段及豎半葉西邊所夾為半路竹庄，豎半葉的北邊與鴨母藔庄為鄰，東邊及東側橫半葉的北邊所夾為三爺埤庄，東側橫半葉的東邊為臺上庄，南邊東半段為灣仔內庄，南邊西半段及西側橫半葉的南邊為本洲庄。
1901年（日治明治三十四年）11月11日，全台廢縣廳改設二十廳，該庄隸屬於鳳山廳。1904年（明治三十七年）5月3日，該庄編入「竹仔港區」，隸屬於鳳山廳。1909年（明治四十二年）10月25日，全台合併二十廳為十二廳，竹仔港區改隸屬於臺南廳。1920年（大正九年）10月1日，全台地方制度大改正，廢十二廳改設五州二廳，該庄改制為「北嶺墘」大字，隸屬於高雄州岡山郡路竹庄（新制街庄）。
戰後路竹庄改制為路竹鄉，隸屬於高雄縣，大字亦改制為村。1950年（民國39年）10月1日，高、屏分治，路竹鄉仍隸屬於高雄縣。2010年（民國99年）12月25日，高雄縣、市合併為直轄高雄市，路竹鄉改制為路竹區，村亦改制為里。

## 聚落
本地區發展較早的聚落為北嶺墘，在日治初期的官方地圖上已有記載。

## 交通
省道台1線又稱「縱貫公路」，是台北至楓港的傳統平面幹道，經過本地區主聚落西南側。由該道路北行可前往路竹區路竹市區、湖內區、台南市仁德區、東區/南區等地，南行可前往岡山區、橋頭區、楠梓區、仁武區西部等地。
南科高雄園區中山高聯絡道是南科高雄園區至中山高速公路（國道1號）高科交流道的快速道路，其西側端點位於本地區中西部的南科高雄園區內。由此向東北可前往該道路沿線各地，或銜接國道1號。
區道高17線是路竹至本洲的道路，經過本地區主聚落。

## 學校
- 北嶺國小

## 產業
- 南科高雄園區（部分）